# Floriane (prénom)
Floriane est un prénom féminin signifiant « Floraison ». Il vient du latin florianus.

## Personnalités portant ce prénom
- Pour les articles sur les personnes portant le prénom Floriane, consulter la liste générée automatiquement.